# Vertica
Vertica Systems ist eine US-amerikanische Software-Firma, die analytische Datenbanksysteme herstellt.  Vertica wurde 2005 von Michael Stonebraker und Andrew Palmer gegründet. Die Firma wird von dem Unternehmer Christopher P. Lynch geleitet, der Vorstandspositionen bei Wellfleet Communications, Prominet, Lucent, Arrowpoint Communications, Cisco, Acopia Networks und zuletzt F5 Networks innehatte. Dem Vorstand gehören Scott Thompson, der Präsident von PayPal und das frühere Cisco-Vorstandsmitglied Cheng Wu an. Dem Beratergremium gehören die früheren Oracle-Führungskräfte Jerry Held und Ray Lane sowie der frühere CTO von IBM, Don Haderle an.
Im Februar 2011 kündigte Hewlett-Packard die Absicht an, Vertica zu übernehmen und schloss diese Übernahme am 22. März 2011 ab.
Die Erwerbung erweitert HPs Angebotspalette im Bereich der Business Intelligence und der analytischen Informationssysteme für große Unternehmen und den öffentlichen Sektor. Hewlett-Packard löst damit sein eigenes, auf HP NonStop-Technologie basierendes, am Markt wenig erfolgreiches Data-Warehouse-System Neoview ab.

## Produkte
Die Grid-basierte, spaltenorientierte Vertica Analytic Database wurde entwickelt, um im Data-Warehouse-Bereich (und bei anderen abfrageintensiven Anwendungen) große, schnell wachsende Datenvolumina (Big Data) mit sehr schneller Abfrageperformanz bewältigen zu können. Zu den Konstruktionsmerkmalen gehört:
- Spaltenorientierte Speicherorganisation, die den sequentiellen Zugriff auf Kosten transaktionaler Operationen wie Zugriff auf einzelne Datensätze, Updates und Löschungen optimiert.[8]
- Out-of-place-Updates und hybride Speicherorganisation, die Abfragen, Inserts und Ladevorgänge optimieren, aber auf Kosten von Updates und Löschungen.
- Datenkompression, die Speicherkosten und I/O-Bandbreite reduziert. Starke Kompression ist möglich, weil Spalten eines Datentyps gemeinsam gespeichert werden, und Updates des zentralen Speicherbereichs in Batches organisiert sind.[9]
- Shared-Nothing-Architektur, die die Parallelisierung von Prozessen erleichtert und ein Weiterarbeiten des Systems im Falle von Hardwareausfällen ermöglicht.

Verticas spezieller Zugang zielt auf eine signifikante Verbesserung der Leistungen im Data-Warehouse. Ein Anwendungsbeispiel in einem Forschungsartikel zeigt eine Leistungsverbesserung um einen Faktor von mehreren hundert durch Vertica durch die Benutzung der vertikalen Datenbankorganisation in einer spezifischen Anwendung.

## Optimierungen
Die Vertica Analytic Database läuft auf Grids von Linux-Commodity-Servern. Es wird zum Beispiel von Amazon Web Services mit Hadoop-Integration angeboten.
Die Business-Intelligence-Platform von Strategy (bis 2025 MicroStrategy) ist durch eine spezifische SQL-Syntax auf Vertica optimiert.
Für einige der Merkmale von Vertica wurde zuerst in der spaltenorientierten C-Store-Datenbank ein Prototyp geschaffen, einem Open-Source-Forschungsprojekt des MIT und anderer Universitäten.
In der Vertica-Datenbank gibt es keine Indizes. Die Funktion der Indizes nehmen die sogenannten Projektionen ein: diejenigen Spaltenmengen, die man in einer zeilenorientierten Datenbank indizieren würde, um die Suche zu beschleunigen, werden redupliziert und sortiert abgespeichert. Das ist durch den hohen Kompressionsgrad (50 bis 90 % nach Angaben des Herstellers) möglich.

## Rechtsfälle
Im Januar 2010 erschienen Berichte, nach denen Vertica eine Anhörung gewann, bei der sie sich erfolgreich gegen ein von Sybase angestrengtes Patentverletzungsverfahren verteidigen konnte.

## Belege
1. ↑  Network World staff: New database company raises funds, nabs ex-Oracle bigwigs. linuxworld.com LinuxWorld, 14. Februar 2007.
2. ↑  J. Brodkin: 10 enterprise software companies to watch. Archivierte Kopie (Memento vom 18. Mai 2007 im Internet Archive) Network World, 11. April 2007.
3. ↑  HP News Release: “HP to Acquire Vertica: Customers Can Analyze Massive Amounts of Big Data at Speed and Scale” Feb. 2011
4. ↑  http://www.computerworld.ch/news/software/artikel/hp-kauft-sich-bi-know-how-55756/ Computerworld.ch
5. ↑  hp.com
6. ↑  ComputerWorld.com: “Update: HP to buy Vertica for analytics.” Kanaracus. Februar 2011.
7. ↑  http://www.information-age.com/channels/information-management/news/1602133/hp-reboots-bi-strategy-with-vertica-buy.thtml Information Age
8. ↑  C. Monash: Are row-oriented RDBMS obsolete? dbms2.com DBMS2, 22. Januar 2007.
9. ↑  C. Monash: Mike Stonebraker on database compression – comments. dbms2.com DBMS2, 24. März 2007.
10. ↑  One Size Fits All? Part 2: Benchmarking Results (sect. 3.1) (PDF; 214 kB)
11. ↑  Vertica-Hadoop integration. In: DBMS2. Abgerufen am 12. Oktober 2010.
12. ↑  Whitepaper von Vertica zur Architektur (PDF; 1,2 MB) (Memento vom 18. März 2013 im Internet Archive)
13. ↑  C. Monash: Vertica slaughters Sybase in patent litigation. dbms2.com DBMS2, 14. Januar 2010.
14. ↑  Sybase, Inc. v. Vertica Systems, Inc., Texas Eastern District Court 30. Januar 2008